# سنتز هیدانتوئین یورچ
سنتز هیدانتوئین یورچ (به انگلیسی: Urech hydantoin synthesis) واکنش شیمیایی اسیدهای آمینه با پتاسیم سیانات و هیدروکلریک اسید برای تهیه هیدانتوئین است.